# جيوسبي ابروزيسي
جيوسبي ابروزيسي (بالإيطالية: Giuseppe Abruzzese)‏ (17 مايو 1981 بأندريا في إيطاليا - ) هو لاعب كرة قدم إيطالي في مركزي الظهير وقلب الدفاع. شارك مع منتخب إيطاليا لكرة القدم للدرجة الثانية ‏. أما مع النوادي، فقد لعب مع نادي أفيلينو ونادي تريستينا ونادي كروتوني ونادي ليتشي وFidelis Andria 2018 ‏ وAssociazione Sportiva Dilettantistica Atletico Tricase ‏ ونادي غروسيتو.

## روابط خارجية
- جيوسبي ابروزيسي على موقع إي إس بي إن إف سي (الإنجليزية)
- جيوسبي ابروزيسي على موقع قاعدة بيانات كرة القدم.إي يو (الإنجليزية)
- جيوسبي ابروزيسي على موقع Soccerway.com (الإنجليزية)
- جيوسبي ابروزيسي على موقع عالم كرة القدم.نت (الإنجليزية)